# Tertatolol
Tertatolol (łac. tertatololum) – wielofunkcyjny organiczny związek chemiczny, lek stosowany w leczeniu nadciśnienia tętniczego, choroby niedokrwiennej serca oraz zaburzeń rytmu serca, o działaniu blokującym receptory adrenergiczne β1 oraz β2.

## Mechanizm działania
Tertatolol jest lekiem β-adrenolitycznym o działaniu na receptory adrenergiczne β1 oraz β2 bez wewnętrznej aktywności sympatykomimetycznej.

## Zastosowanie
- nadciśnienie tętnicze[1]

W 2016 roku tertatolol nie był dopuszczony do obrotu w Polsce.

## Działania niepożądane
Tertatolol może powodować następujące działania niepożądane, występujące ≥1/1000 (bardzo często, często i niezbyt często):
- bezsenność
- koszmary senne
- bradykardia
- skurcz oskrzeli
- nudności
- wymioty
- dyspepsja
- impotencja
- uczucie zimna w kończynach
- objaw Raynauda
- astenia